# Форум за демократические изменения
Форум за демократические изменения (суахили Jukwaa la Mabadiliko ya Kidemokrasia; англ. Forum for Democratic Change) — правоцентристская политическая партия в Уганде, основная оппозиционная партия.

## История
Форум за демократические изменения был основан 16 декабря 2004 года как объединяющая организация под названием Повестка реформ в основном для разочаровавшихся бывших членов и последователей Движения национального сопротивления президента Йовери Мусевени. Председатель партии Кизза Бесидже, бывший союзник Мусевени, был кандидатом в президенты на президентских выборах 2001, 2006, 2011 и 2016 годов. В ноябре 2012 года президентом партии был избран Мугиша Мунту. С ноября 2017 года пресидентом партии стал Патрик Амуриат Обои.
Форум за демократические изменения был одним из самых серьёзных соперников правящей партии Мусевени Движение национального сопротивления на всеобщих выборах 2006, 2011 и 2016 годов. На выборах 2006 года Бесидже получив 37,4 % голосов против 59,3 % Мусевени. Бесидже заявил о фальсификациях на выборах и не признал их результаты. На парламентских выборах того же года партия получила 37 из 289 избираемых мест парламента. На следующих выборах 2011 года партия показала худшие результаты: Бесидже получил 26,01 % голосов на президентских выборах, а партия получила 34 места на парламентских.

## Участие в выборах

### Президентские выборы
| Выборы | Кандидат      | Голосов   | %       | Результат |
| ------ | ------------- | --------- | ------- | --------- |
| 2006   | Кизза Бесидже | 2 592 954 | 37,39 % | Не избран |
| 2011   | Кизза Бесидже | 2 064 963 | 26,01 % | Не избран |
| 2016   | Кизза Бесидже | 3 508 687 | 35,61 % | Не избран |

### Парламентские выборы
| Выборы | Лидер         | Голосов       | Голосов   | %       | Мест      | +/-  | Положение | Правительство |
| ------ | ------------- | ------------- | --------- | ------- | --------- | ---- | --------- | ------------- |
| 2006   | Кизза Бесидже |               |           |         | 37 из 319 | ▲ 37 | ▲ 2       | Оппозиция     |
| 2011   | Кизза Бесидже | По округам    | 1 070 109 | 13,56 % | 34 из 375 | ▼ 3  | ▬ 2       | Оппозиция     |
| 2011   | Кизза Бесидже | Женская квота | 1 242 218 | 16,84 % | 34 из 375 | ▼ 3  | ▬ 2       | Оппозиция     |
| 2016   | Кизза Бесидже |               |           |         | 36 из 426 | ▲ 2  | ▬ 2       | Оппозиция     |